# Christo und Jeanne-Claude

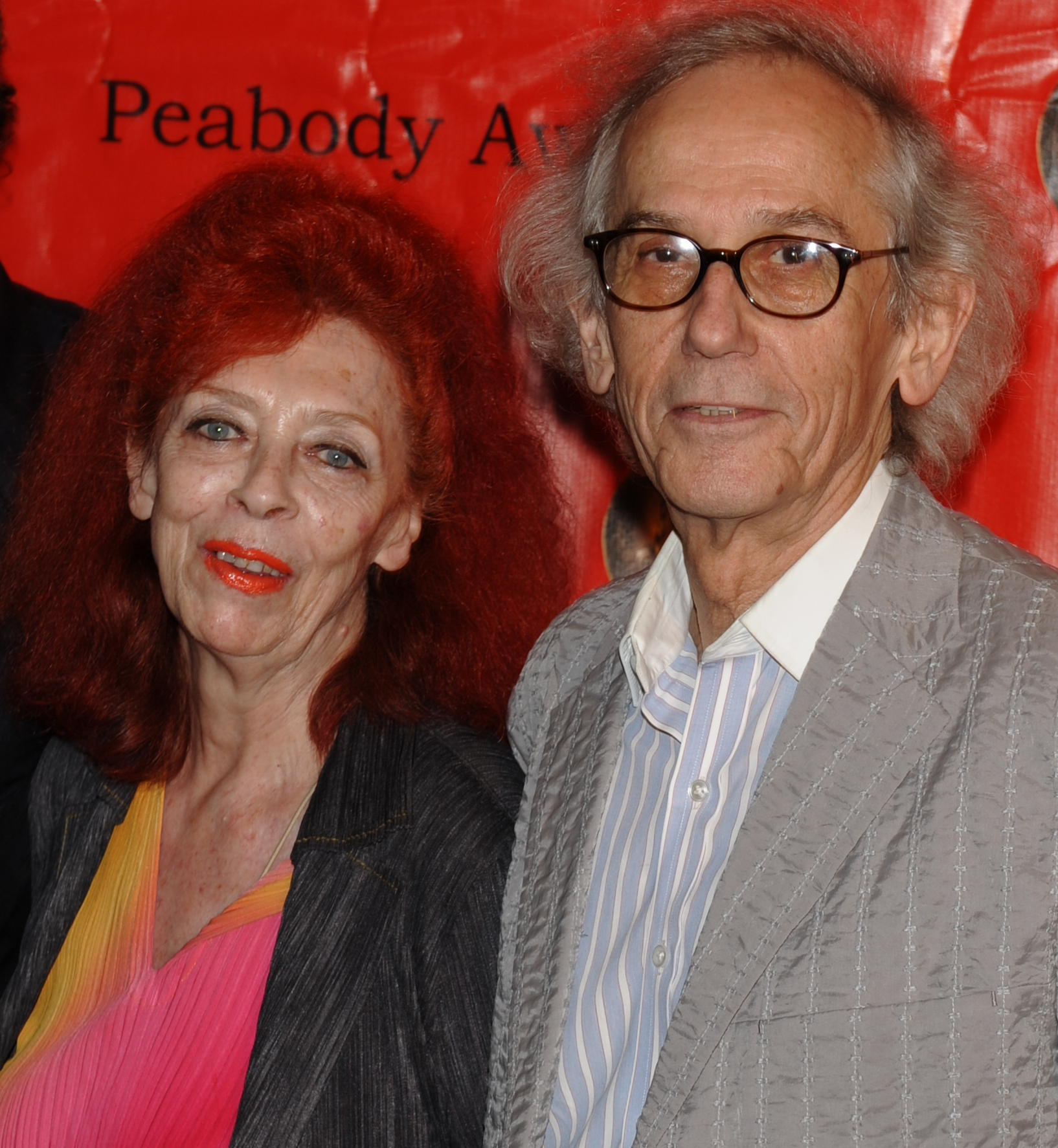
Jeanne-Claude und Christo, 2009

Christo (1935–2020) und Jeanne-Claude (1935–2009) waren ein Künstlerehepaar, das ab den 1960er Jahren vor allem mit gemeinsam realisierten spektakulären Verhüllungsprojekten bekannt wurde.
Christo (* 13. Juni 1935 in Gabrowo, Bulgarien, als Христо Владимиров Явашев, Transkriptionen: deutsch Christo Wladimirow Jawaschew, englisch Christo Vladimirov Javacheff; † 31. Mai 2020 in New York City) wurde bekannt, nachdem er sich 1960 der von Pierre Restany und Yves Klein in Paris gegründeten Gruppe „Nouveau Réalisme“ („Neuer Realismus“) angeschlossen hatte, wiewohl er nie offizielles Mitglied der Gruppe war. Wie bei den meisten Protagonisten der aus dem Nouveau Réalisme hervorgegangenen soziologisch inspirierten Kunstauffassung entwickelte sich seine Kunst ursprünglich aus der Assemblage (siehe auch: Objektkunst).
Später realisierte Christo zusammen mit seiner Frau Jeanne-Claude (* 13. Juni 1935 in Casablanca, Französisch-Marokko, als Jeanne-Claude Denat de Guillebon; † 18. November 2009 in New York City) Verhüllungsaktionen an Gebäuden und Großprojekte in Landschaftsräumen, Industrieobjekten oder bekannten Bauwerken. Dabei wird er als der Künstler beschrieben, sie als die Organisatorin. 1995 dementierten beide diese Unterscheidung.
In Deutschland wurde das Künstlerpaar insbesondere durch die Verhüllung des Berliner Reichstagsgebäudes im Jahre 1995 populär. Das Lebenswerk von Christo wurde nach dessen Tod im Jahr 2020 von der Bundesregierung gewürdigt. So schrieb Kulturstaatsministerin Monika Grütters (CDU) auf Twitter, Christo habe „die Menschen weltweit gelehrt, neu und schärfer zu sehen.“ Bundesaußenminister Heiko Maas (SPD) äußerte sich dahingehend, dass Christo und Jeanne-Claude „mit Kunst unsere Welt bereichert“ hätten. Mit der Verhüllung des Reichstages habe Christo „unserem wiedervereinten Land ein spektakuläres Denkmal“ gesetzt, so der Bundesaußenminister auf Twitter.

## Christo

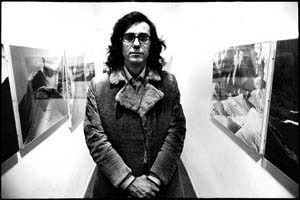
Christo, um 1980

Christo wurde am 13. Juni 1935 als Christo Wladimirow Jawaschew in Gabrowo (Bulgarien) geboren. Er war der zweite der drei Söhne von Wladimir Jawaschew und Zweta Dimitrowa. Sein älterer Bruder ist der Schauspieler Anani Jawaschew, sein jüngerer der Chemiker und Ingenieur Stefan. Der Archäologe und Botaniker Anani Jawaschow und die tschechische Pianistin Antonina Trunečekova waren seine Großeltern väterlicherseits und die Schwester seines Vaters, Dora, war die erste Frau des Politikers und bulgarischen Ministerpräsidenten Iwan Bagrjanow. „Christos Großvater hatte in Gabrovo eine Chemiefabrik gegründet, die von seinem Vater weitergeführt wurde. Seine Mutter Zweta Dimitrowa, die einer wohlhabenden Familie aus Thessaloniki entstammte und 1913 nach griechischen Massakern an Bulgaren während des Zweiten Balkankriegs nach Bulgarien geflohen war, war bis zu ihrer Heirat im Jahre 1931 Generalsekretärin der Akademie der Schönen Künste in Sofia.“ Mit sechs Jahren erhielt Christo seine ersten Zeichen- und Malstunden. Häufig besuchten Künstler der Akademie die Jawaschews und unterrichteten Christo, dessen künstlerisches Talent früh bemerkt wurde. Seine Leidenschaft im Umgang mit großen Stoffbahnen entdeckte er während seiner Jugendzeit in der Fabrik seines Vaters. Hier fertigte er erstmals Zeichnungen von großen Stoffballen an. Im Zweiten Weltkrieg lebten Christos Eltern mit der Familie in einem „relativ sicheren Landhaus, das eine Zufluchtsstätte für Künstler und andere Freunde der Familie wurde, als die Städte von den Alliierten bombardiert wurden“. Nach dem Krieg wurde Christos Vater vom neuen kommunistischen Regime schikaniert, seine Chemiefabrik verstaatlicht.
Christo hegte eine Vorliebe für das Theater und inszenierte in seiner Jugend Stücke von William Shakespeare. Hierbei wurde sein organisatorisches Talent deutlich. Christo studierte 1953 bis 1956 an der Akademie der Künste in Sofia. Danach begab er sich nach Prag und „schaffte es, mit dem Zug nach Wien zu gelangen. […] Bei einem Freund seines Vaters wurde er freundlich aufgenommen“. Nach einem Semester an der Akademie der bildenden Künste Wien und einem Aufenthalt in Genf ging Christo im März 1958 nach Paris.
„Seinen Lebensunterhalt verdiente er weiterhin mit Porträts, die er mit ‚Javacheff‘ signierte.“ Ein Gönner empfahl ihn der Frau des Generals de Guillebon, „die er in drei Versionen – in realistischer, impressionistischer und kubistischer Manier – porträtierte“. Die Tochter der De Guillebons, Jeanne-Claude, verliebte sich in Christo und musste sich dabei gegen ihre Eltern durchsetzen. In die frühe Zeit in Paris fiel auch der Schritt, der „wegweisend und prägend“ für Christos Kunst werden sollte:

„Er begann zu verhüllen. Christo verhüllte Dosen, Flaschen, Stühle, ein Auto – einfach alles, was er finden konnte, Alltagsgegenstände, die weder besonders schön noch interessant waren. Stillschweigend setzte er voraus, daß jedes, aber auch jedes Objekt seinen Platz in der Kunst haben konnte. Es gab für ihn keine Hierarchien der künstlerischen Ausdrucksformen und Inhalte.“

Christo besuchte viele Ausstellungen und Museen, wurde inspiriert von Joan Miró und vor allem von Jean Dubuffet. Bekannt wurden 1958/59 seine Verpackte Dosen und Flaschen, die er mit harzgetränkter Leinwand umgab, verschnürte und mit Leim, Firnis, Sand und Autolack behandelte. 1960 ließ er dann jegliche Bemalung weg und beendete somit seine Inventory-Reihe. Seine Verhüllungen waren eine „Offenbarung durch Verbergen“ (David Bourdon). Im Herbst des Jahres besuchten Niki de Saint Phalle und Jean Tinguely sein Atelier.
Christo lernte in dieser Zeit den deutschen Unternehmer und Kunstsammler Dieter Rosenkranz kennen, der einige seiner Verhüllungen kaufte. Als er Rosenkranz 1961 in Köln besuchte, um dort seine erste Einzelausstellung zu begleiten, begegnete er John Cage, Nam June Paik und Mary Bauermeister. Doch seine Verhüllungen blieben vorerst wenig bekannt.
Christo starb am 31. Mai 2020 in seinem Haus in New York City.

## Jeanne-Claude
Jeanne-Claude wurde am selben Tag wie Christo, am 13. Juni 1935, in Casablanca geboren. Sie wuchs zunächst bei der Familie ihres Vaters auf. Nach dem Kriegsende 1945 kam sie wieder in die Obhut ihrer Mutter Précilda. 1946 heiratete ihre Mutter den einflussreichen General Jacques de Guillebon. Von 1945 bis 1952 wohnte die Familie in Paris, von 1952 bis 1957, bedingt durch berufliche Verpflichtungen Jacques de Guillebons, in Tunesien und ab 1957 wieder in Paris. Jeanne-Claude erwarb 1952 in Tunis ihr Baccalauréat in Latein und Philosophie mit Auszeichnung und begann danach bei der Air France eine Ausbildung als Flugbegleiterin.
Sie starb am 18. November 2009 im Alter von 74 Jahren in New York an einer Hirnblutung.

## Das Künstlerpaar

### Kennenlernen und Heirat
Nachdem Christo im Oktober 1958 den Auftrag für die Porträts von Précilda de Guillebon erhalten hatte, lernte er in der Familie Jeanne-Claude kennen.
Zwar wollten die Eltern

„‚Christo als Sohn, nicht als Schwiegersohn‘, doch schon bald lebten die beiden zusammen, und als sie heirateten, war Christos Freund Pierre Restany […] Trauzeuge. ‚Ich könnte natürlich behaupten, die Kunst sei das ausschlagende Moment gewesen‘, so Jeanne-Claude, ‚doch tatsächlich war er ein teuflisch guter Liebhaber.‘“

Zuvor jedoch hatte sich Jeanne-Claude bereits mit ihrem Freund Philippe Planchon verlobt, und auch die Heirat mit Philippe fand statt. Nach den Flitterwochen trennte sich die von Christo schwangere Jeanne-Claude jedoch von ihrem Ehemann. Am 11. Mai 1960 wurde Christos und Jeanne-Claudes Sohn Cyril geboren. Die Eltern von Jeanne-Claude begannen, sich langsam mit ihrer Tochter auszusöhnen, und interessierten sich für ihr Enkelkind.

### Erstes gemeinsames Projekt 1961
Im Jahr 1961 begannen Christo und Jeanne-Claude ihr erstes gemeinsames Projekt.

„1961 war auch das Jahr, in dem, am 13. August, mit dem Bau der Berliner Mauer begonnen wurde. ‚Christo – selbst ein Flüchtling aus einem kommunistischen Land und ein Staatenloser ohne Paß – war bis ins Innerste aufgewühlt und voller Zorn über diese Maßnahme des Ostberliner Regimes. Als er im Oktober 1961 aus Köln nach Paris zurückkehrte, begann er mit den Vorbereitungen für seine persönliche Antwort auf den Bau der Mauer, die Mauer aus Ölfässern – Eiserner Vorhang.‘“

Das Paar schlug den Behörden vor, die Rue Visconti, eine Seitenstraße der Rue de Seine, durch aufgestapelte Ölfässer zu versperren. Als eine Erlaubnis ausblieb, blockierten sie auch ohne behördliche Genehmigung am 27. Juni 1962 mit 89 Ölfässern die Rue de Visconti. „Christo trug jedes dieser Fässer selbst.“ Jeanne-Claude konnte die heranrückenden Polizisten hinhalten, und später wurden beide auf der Wache verhört. Am 28. November 1962 heirateten Christo und Jeanne-Claude.

### Umzug nach New York
Im Februar 1964 kamen Christo und Jeanne-Claude in New York an. Nach einer kurzen Rückkehr nach Europa verlagerten sie ihren Wohnsitz im September endgültig in die USA. Sie hatten nur ein Touristenvisum, so dass sie als Illegale in der Stadt lebten, bis sie 1967 eine Green Card erhalten konnten. Christo stellte in einigen bekannten Galerien aus, unter anderen bei Castelli in New York und Schmela in Düsseldorf. Christo und Jeanne-Claude hatten anfänglich Schwierigkeiten, sich im neuen Land einzuleben. Es bestanden Sprachbarrieren, sie waren verschuldet und hatten noch keine Wohnung. Nach langer Suche fanden sie eine heruntergekommene Bleibe, die sie zwei Monate lang renovieren mussten, was dazu führte, dass der Schuldenberg weiter anwuchs. Christo begann im selben Jahr, maßstabgetreue Ladenfronten herzustellen, deren Fenster er mit Stoffen oder Papieren verhängte und somit den Blick ins Innere versperrte. Das nächste größere Projekt war ein riesiges 1200 m³ fassendes Luftpaket, das 1966 mit Hilfe von Studenten realisiert wurde.

## Projekte ab 1968
Christo und Jeanne-Claude entwarfen ihre Projekte gemeinsam und setzten sie auch unabhängig um. Sie nahmen keine Aufträge an und akzeptierten keine Subventionen. Auch die Finanzierung aller Werke leisteten sie aus eigenen Mitteln. Dazu erstellte Christo in der Entwurfsphase kontinuierlich neue Zeichnungen, die den jeweiligen Planungsstand darstellten. Aus dem Verkauf der Zeichnungen, davon gefertigter Drucke und den Rechten an Fotos der Werke erwirtschafteten die Künstler die Finanzen für ihre Projekte. 2014 äußerte sich Christo zu seinen Arbeiten mit folgenden Worten: „Es ist total irrational und sinnlos.“ Millionen Menschen waren dennoch von der Schönheit der in abstrakte Objekte verwandelten Gebäude und Landschaften fasziniert.

### „5600 cubicmeter package“
1968 bekamen Christo und Jeanne-Claude die Möglichkeit zu einer Teilnahme an der documenta IV in Kassel. Ihr Beitrag bestand aus einem länglichen Ballon, im Kasseler Volksmund „Wurst“ genannt, mit einem Volumen von 5600 m³. Der erste Versuch, den großen Ballon, der aus einer weißen, semi-transparenten Hülle bestand, mit Hilfe eines sich im Inneren des großen Ballons befindenden kleineren Ballons, der mit Helium gefüllt war, aufzurichten, schlug fehl: Die Haut aus Polyethylen platzte infolge einer starken Windböe, die den Ballon niederdrückte. Nach mehrfachen Reparaturen und schließlich dem vollständigen Austausch der Hülle (die neue bestand aus dickerem grauem Trevira) konnte das Projekt verwirklicht werden. Das „package“ stand zwei Monate lang und kostete Christo und Jeanne-Claude 70.000 Dollar, die sie mit viel Mühe selbst aufbrachten. Dokumentiert ist der gesamte Prozess des Aufbaus, des Scheiterns und endgültigen Aufbaus in einem Fotoband.

### Verhüllte Küste („Wrapped Coast“)
Ende des Jahres 1969 verhüllten Jeanne-Claude und Christo mit Hilfe von 130 Helfern, die insgesamt 17.000 Arbeitsstunden investierten, einen Küstenstreifen in der Nähe von Sydney/Australien. Es wurden 93.000 m² Synthetikgewebe und 56 km Seil verlegt. Nach anfänglichen Widerständen der Behörden und der Öffentlichkeit waren die Reaktionen nach der Fertigstellung des Projekts weitgehend positiv. Christo und Jeanne-Claude ergänzten einander bei der Arbeit: Christo brachte künstlerische Fertigkeiten ein, Jeanne-Claude organisatorisches Talent; allerdings trafen sie alle Entscheidungen gemeinsam. Diese ursprünglich so behauptete Arbeitsteilung war beabsichtigt, doch am 4. September 1995 verriet Jeanne-Claude auf einer Pressekonferenz anlässlich einer Christo-Werkausstellung in Bonndorf im Schwarzwald:

„Bis vor zwei Jahren haben wir in der Öffentlichkeit den Eindruck erweckt, wir hätten eine strenge Arbeitsteilung – wir fühlten, so sind wir stärker.“

He is the wounderful angel artist and she is the administrator, dealer, be careful with her! And now we are 60 years old and we feel strong enough to tell the truth […]

Christo kommentierte: “No, no there was no division – we did everything together, even the ideas […]”

### „Valley Curtain“

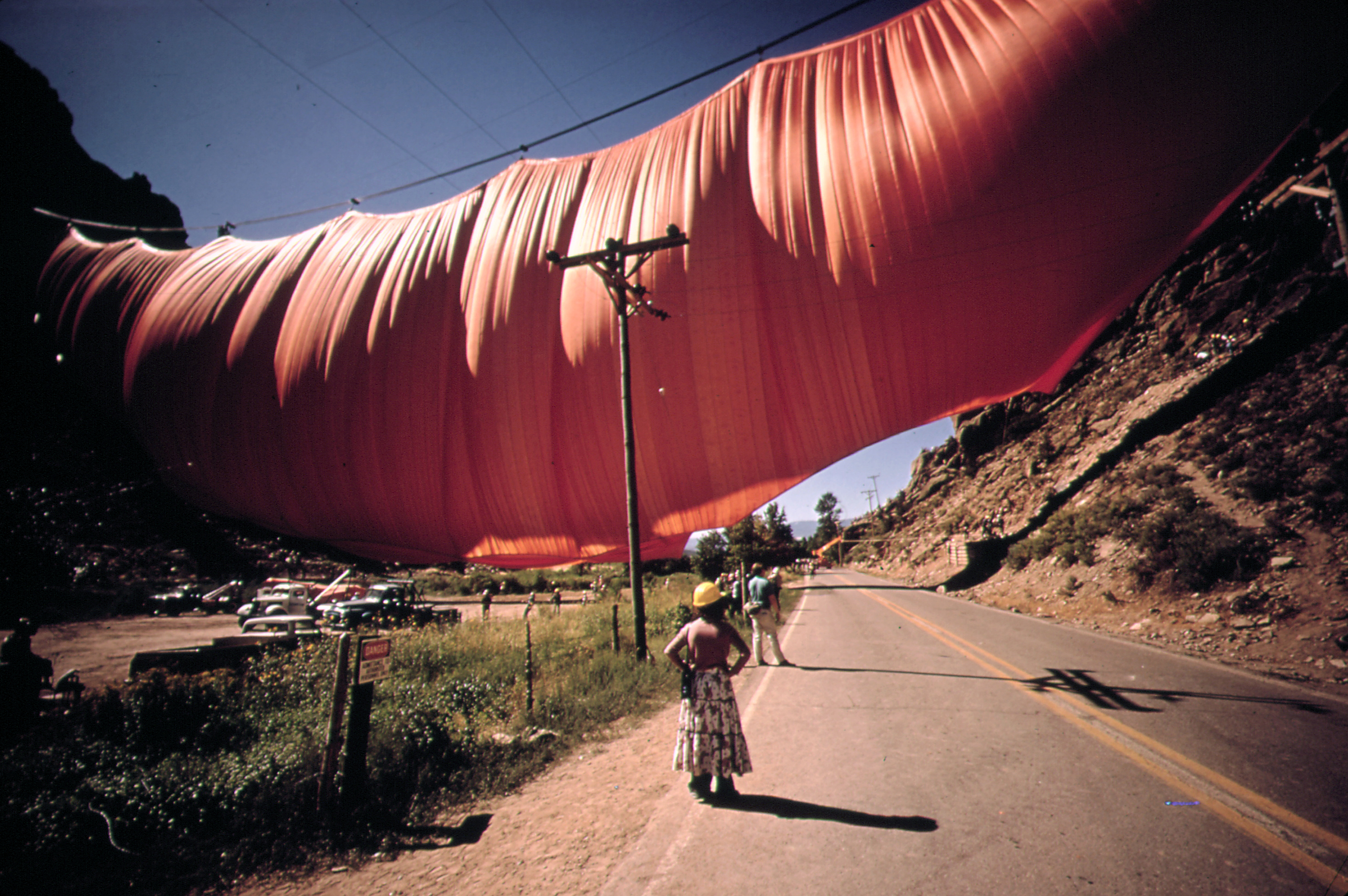
Curtain Rifle Gap

Ende des Jahres 1970 begannen Christo und Jeanne-Claude mit den Vorbereitungen für das Projekt „Valley Curtain“. Dabei sollte ein Vorhang durch ein 400 m breites Tal der Rocky Mountains in Colorado gespannt werden. Der Vorhang erreichte eine Höhe von bis zu 111 Metern. Es gab einige Probleme mit der Beschaffung der Genehmigung für das Projekt, mit Umweltschützern und der Finanzierung des geplanten Budgets von 230.000 Dollar. Das 18.600 m² große orangefarbene Nylongewebe sollte an einem Stahlseil aufgehängt werden, das mit Hilfe von Betonfundamenten an den Hängen verankert werden sollte.
Jeweils 200 Tonnen Beton mussten manuell in Eimern auf jeden Hang getragen werden. Der Etat erhöhte sich auf 400.000 Dollar, und Christo und Jeanne-Claude bekamen wieder einmal Probleme mit der Finanzierung. Sie konnten schließlich genug Kunstwerke verkaufen, um das Geld aufzubringen. Am 10. Oktober 1971 konnte der orange gefärbte Vorhang aufgehängt werden. Doch der Versuch misslang, da der Vorhang von Wind und Felsen zerfetzt wurde (der deutsche Fotograf Wolfgang Volz hatte gerade noch ein Bild machen können). Das Künstlerpaar entschloss sich, einen neuen Vorhang herstellen zu lassen und es nochmals zu versuchen. Währenddessen erhielt Christo eine Postkarte eines Berliner Architekten mit dem Vorschlag, das Berliner Reichstagsgebäude zu verhüllen. Bereits 1961 hatte Christo die Idee zur Verhüllung eines öffentlichen Gebäudes, namentlich eines Parlaments. Christo gefiel die Idee, und er setzte sich damit auseinander. Am 10. August 1972 gelang dann der zweite Versuch, den Vorhang zu installieren, doch nur 28 Stunden später musste er aufgrund eines Sturms, der sich mit einer Geschwindigkeit von 100 km/h näherte, wieder abgebaut werden.
Die Arbeiten wurden mit dem Kurzfilm Christo’s Valley Curtain (1974) dokumentiert.

### „Running Fence“
1973 erhielt Christo nach 17-jähriger Staatenlosigkeit die US-amerikanische Staatsbürgerschaft. Außerdem begannen im selben Jahr die Vorbereitungen für „Running Fence“, einen von Stahlpfosten und Stahlseilen getragenen 5,5 m hohen Zaun aus Stoffbahnen, der 39,5 km durch die kalifornische Landschaft verlaufen und schließlich im Meer münden sollte. Für das Projekt mussten Landarbeiter überzeugt und Genehmigungen von den Behörden eingeholt werden. Dafür engagierten Christo und Jeanne-Claude neun Anwälte. Ende 1974 steckte Christo den Verlauf des Zauns mit Holzpfählen ab.
Erst am 29. April 1976 begannen die Arbeiten nach einem langen Kampf gegen die Bürokratie. Es wurden 160.000 m² Nylongewebe, 2050 Stahlpfähle und 145 km Stahlkabel benötigt. Am 10. September war das Werk fertiggestellt. Christo und Jeanne-Claude mussten 60.000 US-Dollar Bußgeld zahlen, da ihnen eine Genehmigung für die Küstenregion fehlte.

### Verhüllte Parkwege
1977 beschäftigten sich Christo und Jeanne-Claude mit der Refinanzierung der Kredite und dem Sparen von Geld. Außerdem planten sie zukünftige Projekte, wie die Verhüllung des Reichstags, die Verhüllung des Pont Neuf in Paris sowie das Projekt „Wrapped Walk Ways“, eine Verhüllung von Fußwegen im Loose Park in Kansas City.
Im November traf Christo seine Mutter zum ersten Mal nach 20 Jahren wieder. Bei „Wrapped Walk Ways“ verhüllten Christo und Jeanne-Claude 4,5 km der Fußwege des Parks. Insgesamt wurden dafür 12.500 m² safrangelb schimmerndes Nylongewebe benötigt. Die Fußgänger erfreuten sich im Oktober 1977 zwei Wochen lang an dem Kunstwerk. Die Kosten beliefen sich auf 130.000 Dollar.

### „Surrounded Islands“
Ab 1980 planten die Christos ein Projekt nach Jeanne-Claudes Idee, bei dem elf Inseln in der Biscayne Bay zwischen Miami, North Miami und Miami Beach von schwimmendem pinkfarbenem Polypropylengewebe umsäumt werden. Es wurden dafür 603.850 m² Polypropylen benötigt, welches mit Ankern befestigt wurde. Während der Arbeiten im Jahr 1983 verstarb Christos Vater. Das Kunstwerk wurde am 7. Mai 1983 mit Hilfe von 500 Helfern fertiggestellt und war zwei Wochen lang zu sehen.

### Verhüllter Pont Neuf

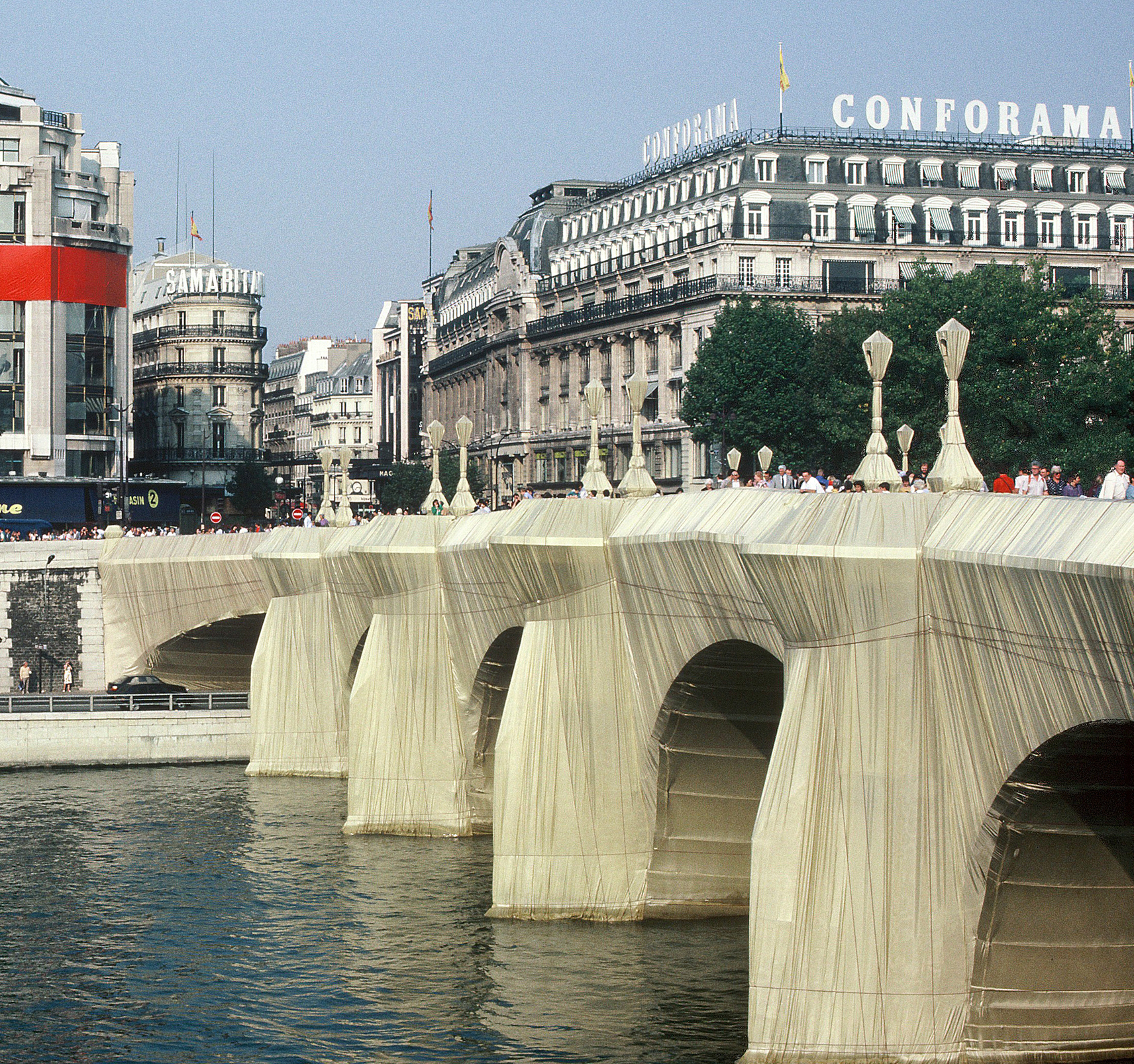
Verhüllter Pont Neuf, 1985, Paris

Am 14. März 1984 erhielt auch Jeanne-Claude die US-amerikanische Staatsbürgerschaft, durfte ihren französischen Pass aber behalten. Im August erhielt das Künstlerpaar nach neunjährigen Verhandlungen mit dem Bürgermeister von Paris, Jacques Chirac, die Genehmigung für die Verhüllung des Pont Neuf. Für die Verhüllung der ältesten Pariser Brücke wurden 40.000 m² sandfarbenes Polyamidgewebe benötigt. Die Verhüllung begann am 25. August 1985 und wurde am 22. September beendet. Während der Vorbereitungsarbeiten in Paris wohnte das Künstlerehepaar auf dem umgebauten Lastkahn von Roswitha Doerig, einer Schweizer Künstlerin. In den nächsten zwei Wochen besuchten rund drei Millionen Menschen das Projekt. Die französische Post ehrte diesen Anlass mit einer Sonderbriefmarke.

### „The Umbrellas“, Japan – USA

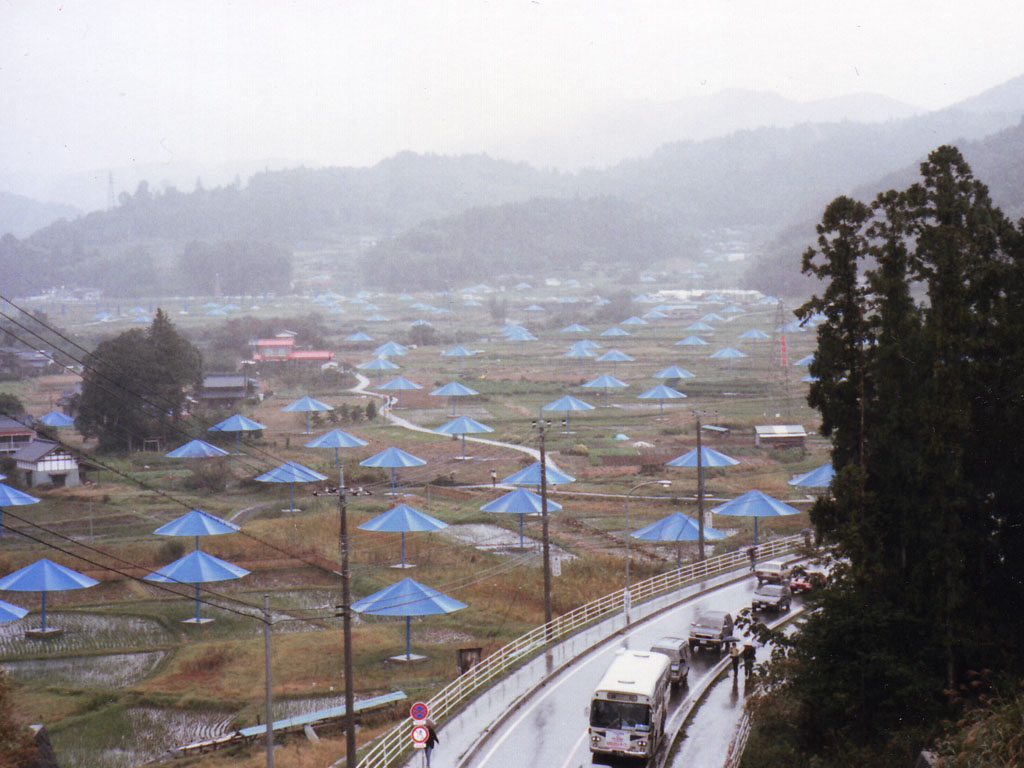
Projekt „The Umbrellas“ in Japan

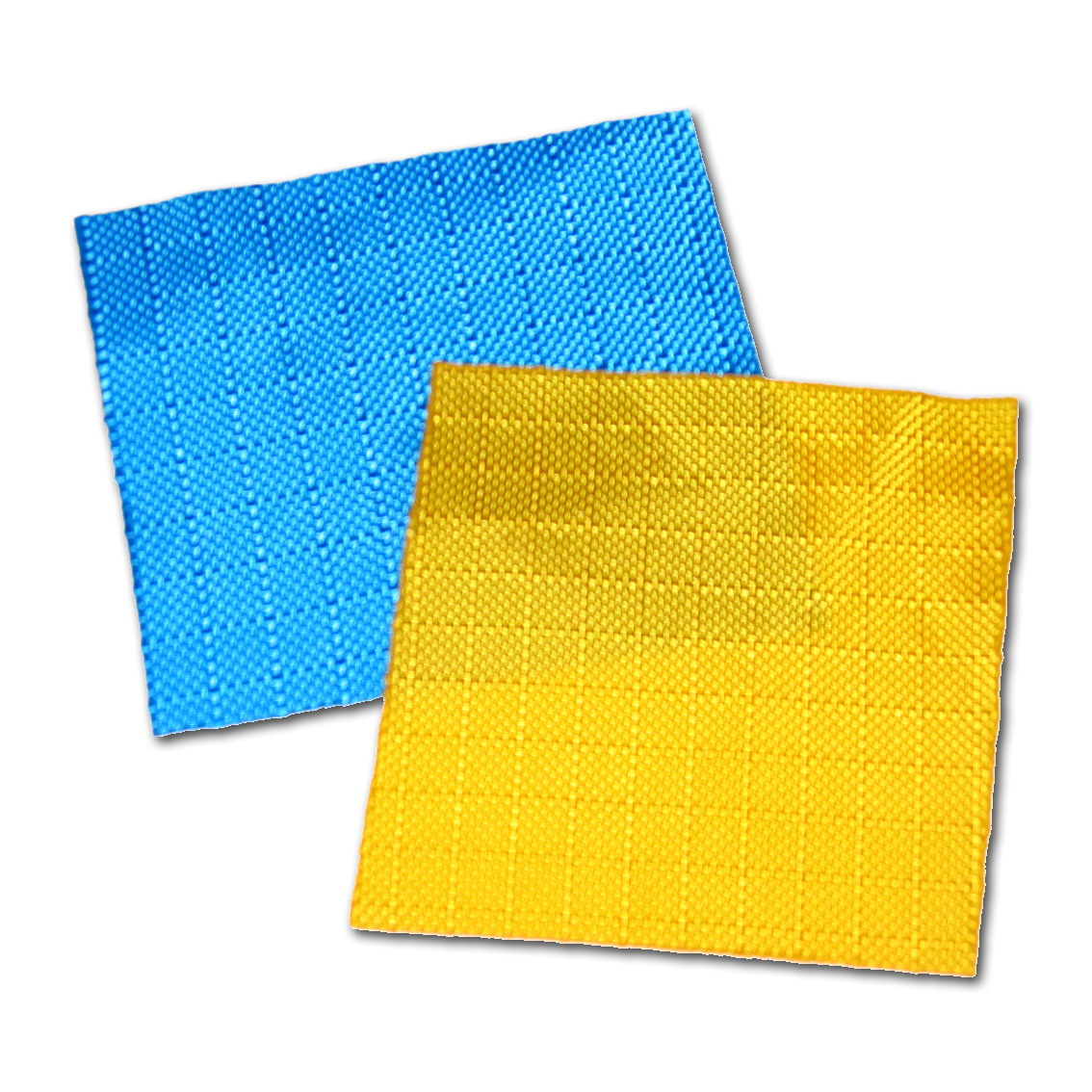
Stoffmuster vom Projekt „The Umbrellas, Japan – USA“

Christo und Jeanne-Claude bereiteten sich 1986 auf das Projekt „The Umbrellas, Japan – USA“ vor, bei dem zeitgleich in Kalifornien und Japan gelbe und blaue Schirme aufgestellt werden sollten.
Im Dezember 1990 wurden nach langer Vorbereitungszeit die ersten Sockel für die Schirme verlegt. Die Sockel wurden mit 80 cm langen Ankern, die Zugkräften von 1500 kg standhalten sollten, im Boden befestigt. Die Sockel wurden mit Helikoptern transportiert, um das Land nicht zu zerstören. Die Kosten für das Projekt beliefen sich auf 26 Millionen Dollar. Im September 1991 wurden die Schirme von insgesamt 1880 Helfern auf ihre Plätze gebracht.
Am 7. September 1991 wurden 1340 blaue Schirme in Ibaraki und 1760 gelben Schirme in Kalifornien aufgestellt und am 9. September geöffnet. Insgesamt besichtigten drei Millionen Besucher die 6 m hohen und im Durchmesser 8,66 m messenden Schirme.

### „Verhüllter Reichstag“

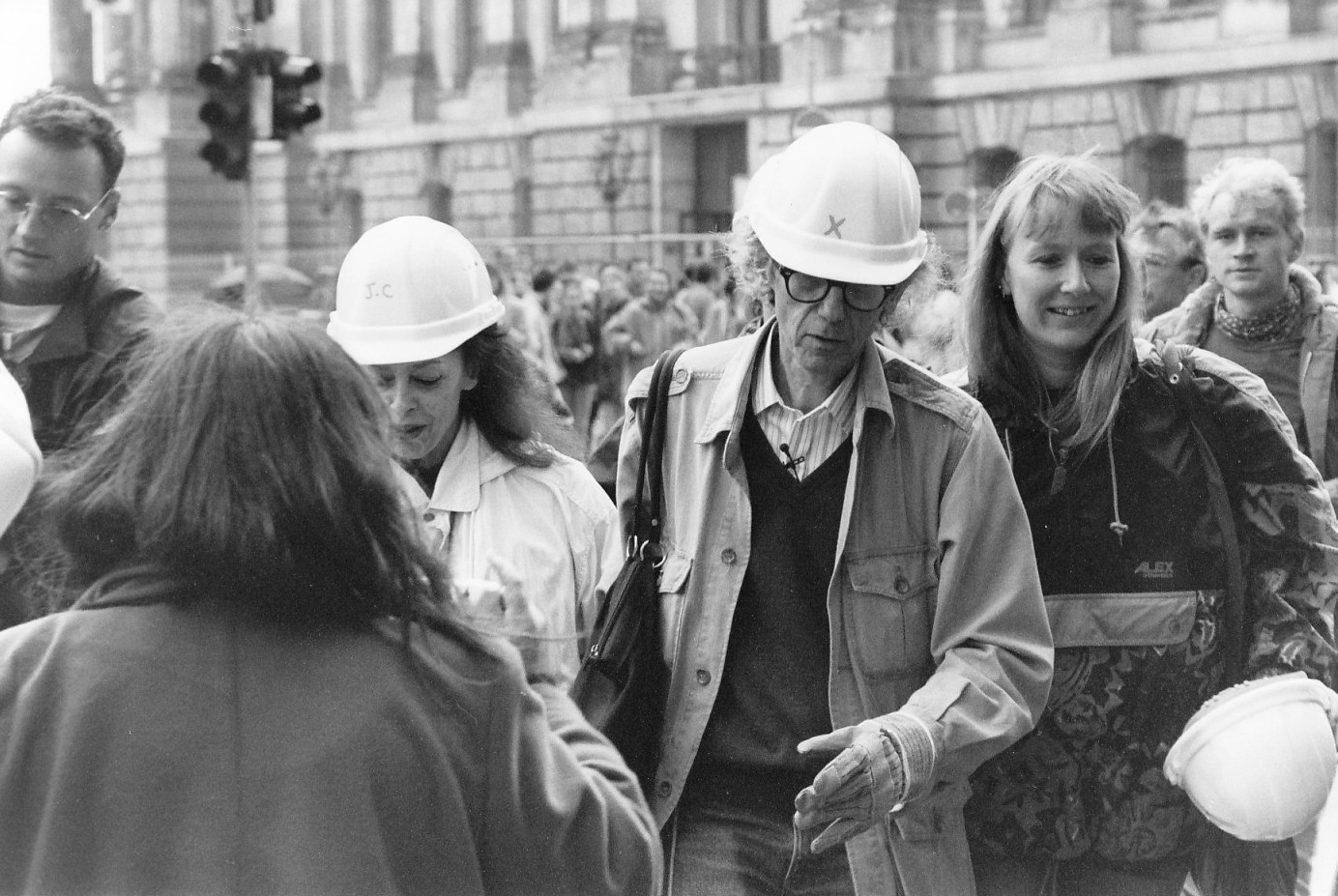
Jeanne-Claude und Christo am Reichstag, 1995

23 Jahre lang mussten Jeanne-Claude und Christo arbeiten, bis es 1995 zur Verhüllung des Reichstagsgebäudes in Berlin kam. Mit der Unterstützung der damaligen Bundestagspräsidentin Rita Süssmuth leisteten die Christos Überzeugungsarbeit bei den Mitgliedern des Deutschen Bundestages, schrieben an alle 662 Abgeordneten briefliche Erläuterungen. Außerdem führten sie unzählige Telefonate und Verhandlungen. Prominenteste Gegner der Verhüllung waren Helmut Kohl und Wolfgang Schäuble. Sie waren der Überzeugung, dass der deutsche Reichstag keiner Aufwertung durch eine Verhüllung bedürfe und empfanden das Angebot als Kränkung.
Am 25. Februar 1994 stimmte der Deutsche Bundestag nach längerer und teils sehr emotional geführter Debatte in namentlicher Abstimmung über das Projekt ab und befürwortete es mit 292 Ja-Stimmen (bei 223 Nein-Stimmen, 9 Enthaltungen und einer ungültigen Stimme). Es wurden nun über 100.000 m² feuerfestes Polypropylengewebe, das mit einer Aluminiumschicht überzogen wurde, und 15.600 m Seil benötigt. Das Gewebe wurde, wie auch später für die Verhüllten Bäume, The Gates und The Floating Piers, von der Weberei Schilgen im münsterländischen Emsdetten hergestellt. Ein Großteil der Stoffbahnen wurden im Unternehmen „Bieri-Zeltaplan“ in Taucha bei Leipzig zusammengenäht. Die Verhüllung begann am 17. Juni 1995 und wurde am 24. Juni abgeschlossen. Bei der Montage beteiligten sich 90 professionelle Kletterer und viele weitere Helfer. Der Abbau fand am 7. Juli statt. Während der Aktion wohnten fünf Millionen Besucher dem Projekt bei.

### Verhüllte Bäume („Wrapped Trees“)
Nach 32 Jahren Vorarbeit verhüllten Christo und Jeanne-Claude zwischen dem 13. November und 14. Dezember 1998 in Riehen nordöstlich von Basel im „Berower Park“ der Fondation Beyeler 178 Bäume.
Als Verhüllungsmaterial verwendete das Künstlerehepaar 55.000 m² silber-grau schimmerndes Polyestergewebe und 23 km Seil. Für jeden einzelnen Baum wurde hierfür ein extra Schnittmuster angefertigt. Die natürliche Form der Äste drückte dabei das Gewebe nach außen und zeichnete so individuelle Formen in den Himmel. Die Höhe der Konstruktionen variierte dabei zwischen 2,0 m und 25,0 m, die Breite zwischen 1,0 m und knapp 15,0 m.
Wie auch bei ihren anderen Projekten finanzierten Christo und Jeanne-Claude ihr Werk nur durch den Verkauf von Originalwerken. Alle Materialien wurden nach dem Abbau wiederverwertet.

### „The Gates“

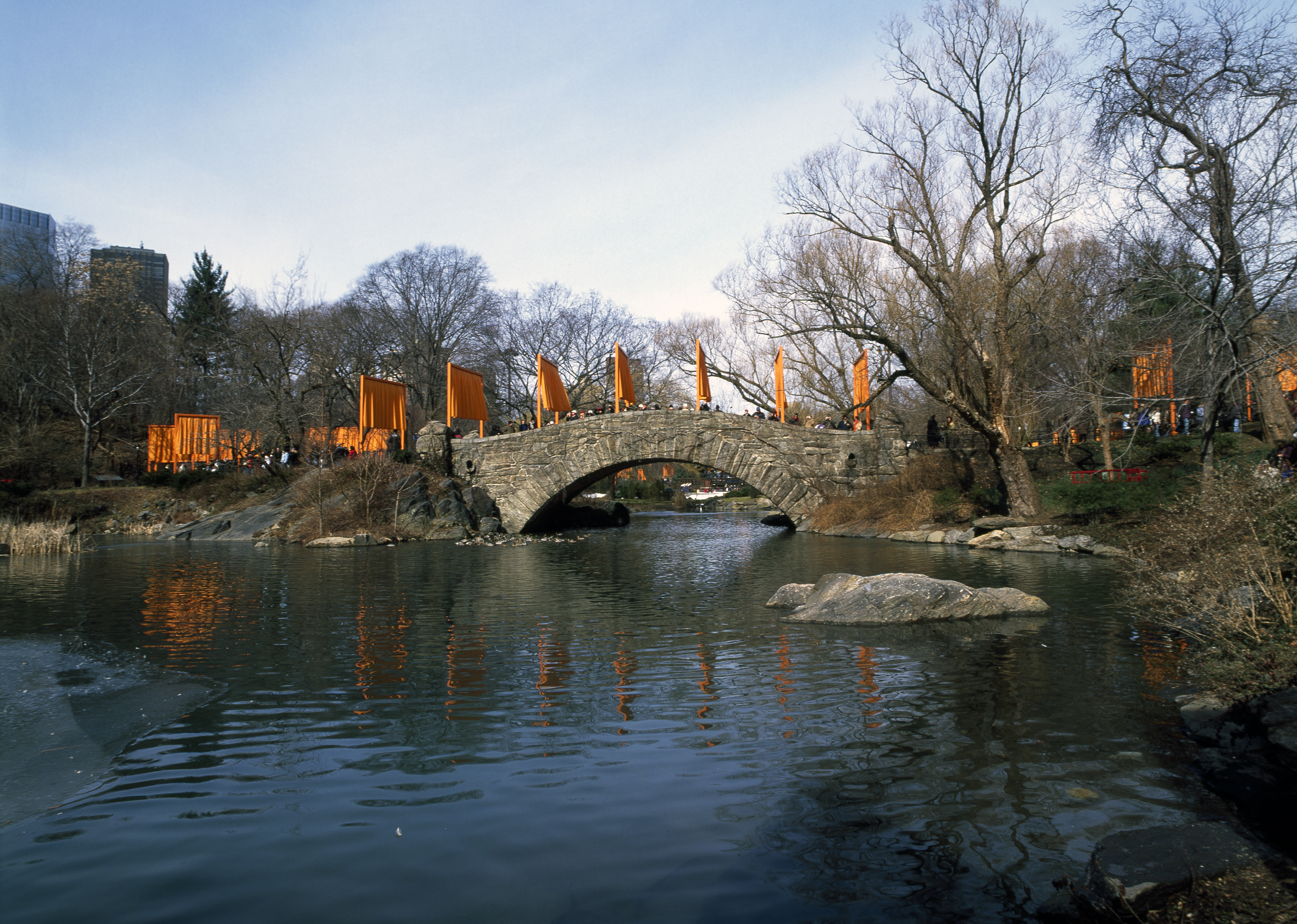
„The Gates“ 2005 in New York

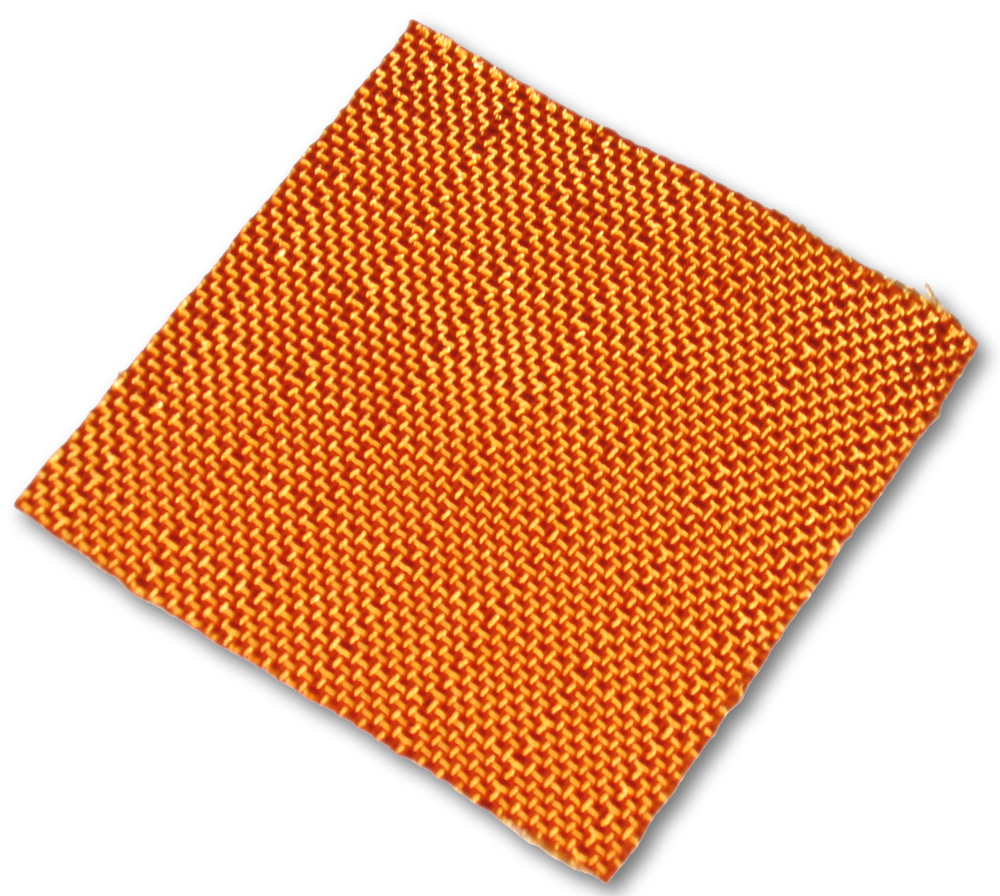
Stoffmuster vom Projekt „The Gates“

Vom 12. bis 27. Februar 2005 standen auf den Wegen des Central Parks in New York City insgesamt 7503 Metalltore, von denen safrangelbe Stoffbahnen herabhingen. Insgesamt wurden knapp über 100.000 m² Stoff speziell produziert und verwendet. Die Tore waren jeweils fünf Meter hoch und verteilten sich auf eine Gesamtstrecke von 37 km. Es gibt Parallelen in Farbe und zur Anordnung der Torii im Fushimi-Inari-Taisha-Schrein in Japan.
Die Kosten für das Projekt beliefen sich auf 21 Millionen US-Dollar, die vollständig von Christo und Jeanne-Claude durch den Verkauf von Studien, Zeichnungen, Collagen, Werken aus den 1950er und 1960er Jahren sowie Originallithographien anderer Werke bezahlt wurden.
Sie akzeptierten wie bei allen Projekten keinerlei Sponsorengelder, und auch die Stadt New York musste kein Geld für das Projekt beitragen. Zudem haben Christo und Jeanne-Claude sämtliche Einnahmen aus dem Verkauf von Souvenirs wie Postkarten, T-Shirts, Poster etc. an die Naturschutzorganisation „Nurture New York’s Nature Inc.“ abgetreten. Um Vandalismus zu vermeiden, verteilten rund 600 bezahlte Helfer eine Million 7 cm × 7 cm große Stücke des für das Projekt verwendeten Stoffes der Emsdetter Firma Schilgen kostenlos an die Besucher. Auch bei diesem Projekt wurde ein Großteil der Stoffbahnen in der Firma „Bieri-Zeltaplan“ in Taucha bei Leipzig zusammengenäht.
Das Genehmigungsverfahren für dieses Kunstwerk lief ab 1979. Erst durch den 2001 gewählten neuen Bürgermeister New Yorks, Michael Bloomberg, konnte es realisiert werden.

### „Big Air Package“

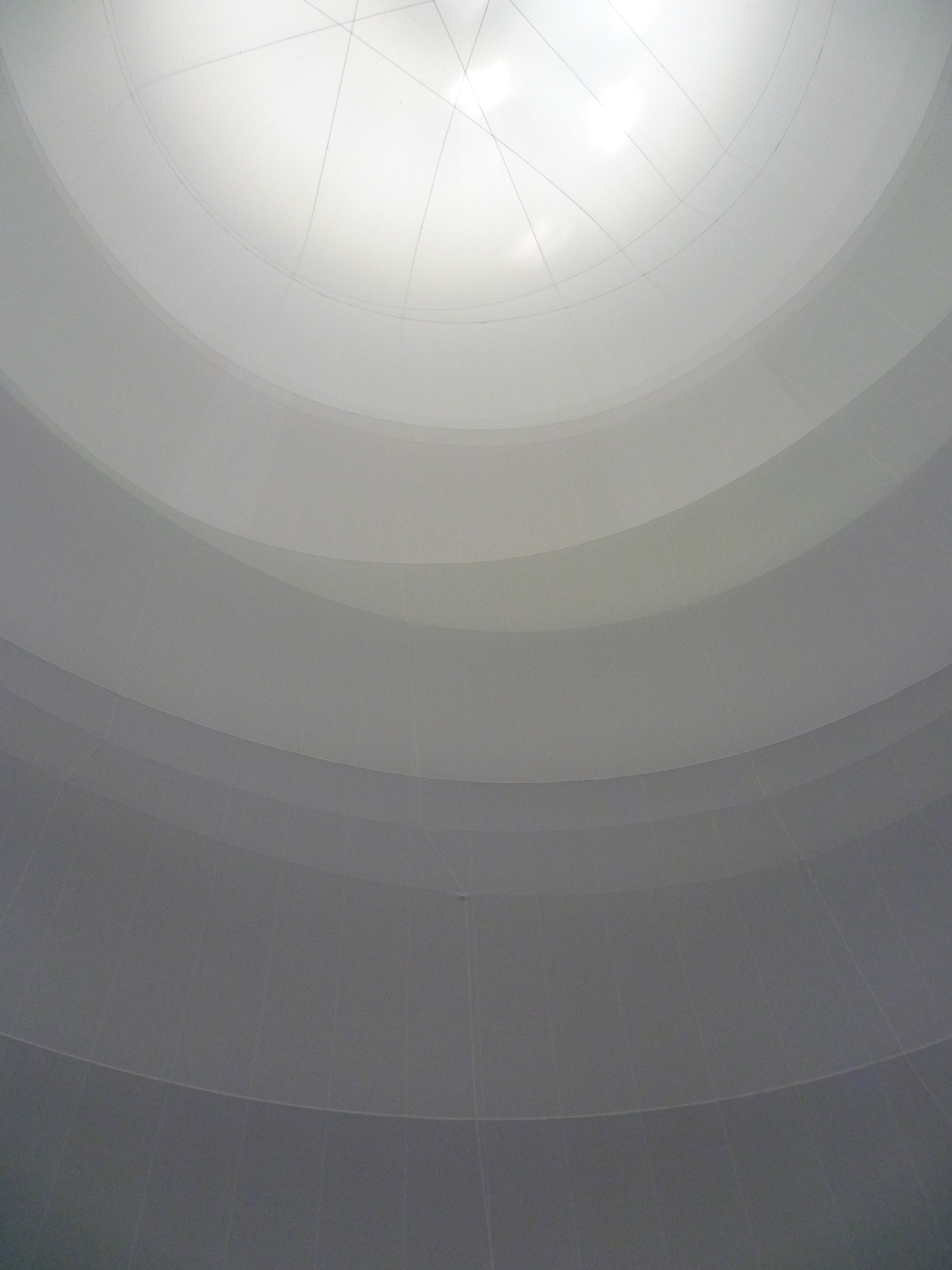
Big Air Package – Blick im Inneren nach oben

Christo füllte vom 16. März bis 30. Dezember 2013 den Gasometer Oberhausen mit der Installation „Big Air Package“. Nach der Abschlussinstallation „The Wall“ (1999) für die Internationale Bauausstellung Emscher Park war es sein zweites Kunstwerk im Gasometer. Das „Big Air Package – Project for Gasometer Oberhausen, Germany“ wurde im Jahre 2010 von Christo konzipiert (erstmals ohne seine Frau Jeanne-Claude).
Die Skulptur im Inneren der höchsten Ausstellungshalle Europas wurde aus 20.350 m² lichtdurchlässigem Gewebe und 4500 Metern Seil in Lübeck vom Unternehmen geo • die Luftwerker gefertigt. Im aufgeblasenen Zustand erreichte die über fünf Tonnen schwere Skulptur eine Höhe von 90 Metern, einen Durchmesser von 50 m und ein Volumen von 177.000 m³. Damit sollte die Stoffhülle zeitweilig die größte freitragende Skulptur der Welt sein. Im begehbaren Inneren des „Big Air Package“ erzeugte der Künstler ein Erlebnis von Raum, Größe und Licht.

### „The Floating Piers“

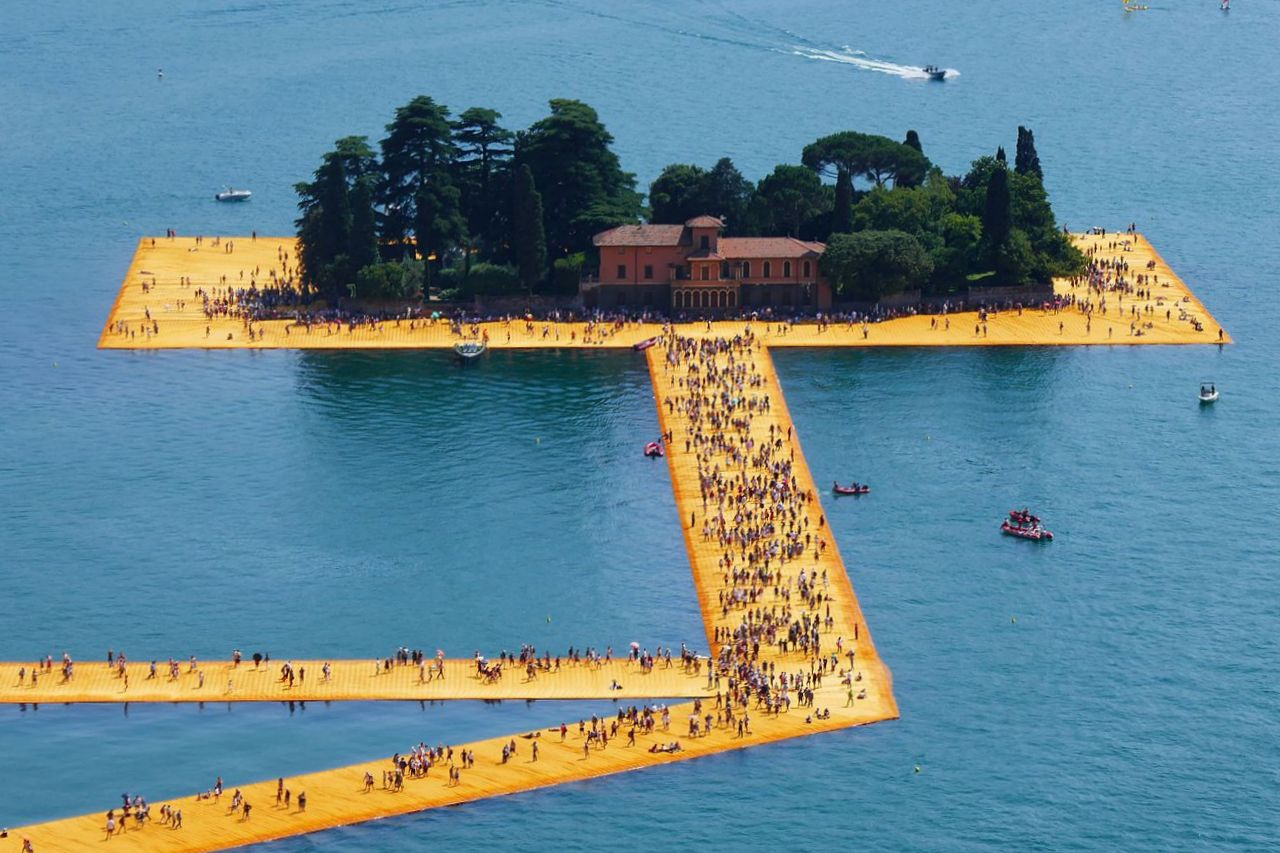
Projekt „The Floating Piers“ in Italien

Mit 75.000 m² dahliengelbem Stoff bespannte Stege aus rund 200.000 Polyethylenelementen mit Schwimmkörpern waren vom Ufer des italienischen Iseosees aus begehbar und führten auf die zwei Inseln Monte Isola und Isola di San Paolo. Die drei Kilometer langen, 16 Meter breiten und 50 Zentimeter hohen Stege, die mit insgesamt 200 Haken verankert waren, reichten bis in die Fußgängerzonen von Sulzano am Festlandufer und Peschiera Maraglio auf Monte Isola hinein. Im April 2015 präsentierte Christo seine Pläne, das Projekt ohne öffentliche Förderung und ohne Eintrittsgeld mit 500 Mitarbeitern und freiwilligen Helfern zu realisieren. Das Objekt hatte nur 16 Tage Bestand und sollte dann recycelt werden. Die Eröffnung fand am 18. Juni 2016 statt. Gelegentliche Unwetter und der enorme Besucherandrang an den Wochenenden führten teilweise zu chaotischen Zuständen. Die Installation wurde daraufhin zwischen Mitternacht und sechs Uhr früh zwecks Reinigung und Reparaturen geschlossen. Am 3. Juli 2016 wurde das Projekt beendet und die Besucherzahl während der gesamten Dauer auf 1,3 Millionen Menschen geschätzt. The Floating Piers waren das erste Großprojekt, welches Christo ohne seine Frau vollendete. Die Kosten für die Realisierung wurden mit 19,5 Millionen US-Dollar angegeben, von Christo komplett selbst finanziert.

### „The London Mastaba“

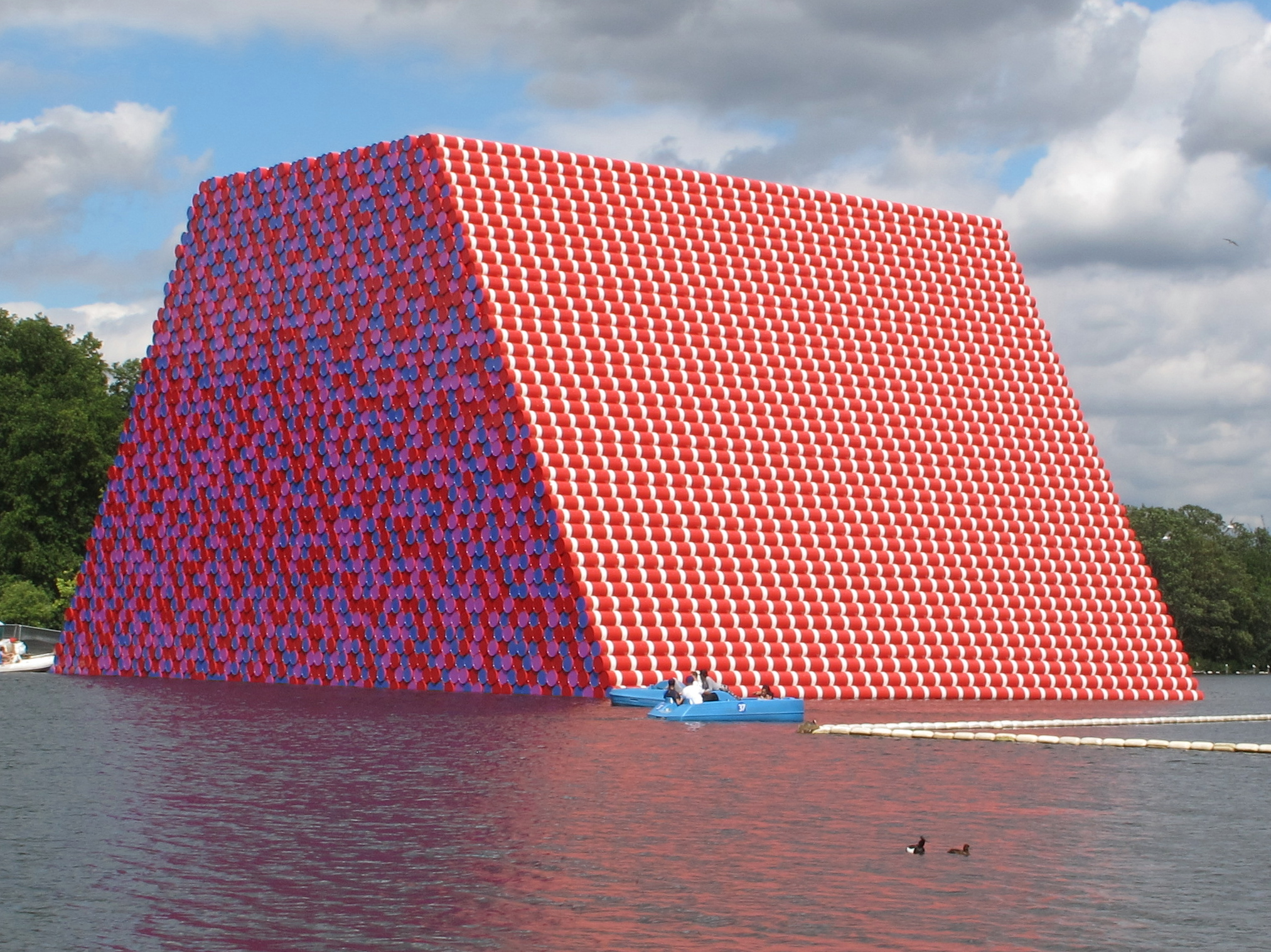
Projekt „The London Mastaba“ im Londoner Hyde Park

Christo und Jeanne-Claude arbeiteten ab 1977 an einem Vorhaben namens The Mastaba aus liegend gestapelten Ölfässern in der Form einer ägyptischen Mastaba, die sie in Abu Dhabi realisieren wollten.
2018 kam es zur Umsetzung einer kleineren Version im Londoner Hyde Park. Die konkreten Pläne wurden am 3. April 2018 bekannt. An diesem Tag wurde auch mit den Arbeiten begonnen. Damit produzierte Christo erstmals in Großbritannien. Die Skulptur in der Form des altägyptischen Grabbaus ist 20 m hoch, 30 m breit und 40 m lang und damit gegenüber dem ursprünglichen Projekt linear auf ein Siebtel verkleinert. Sie besteht aus 7506 Ölfässern. Die Skulptur war vom 18. Juni bis 23. September 2018 zu sehen.

### „L’Arc de Triomphe, Wrapped“

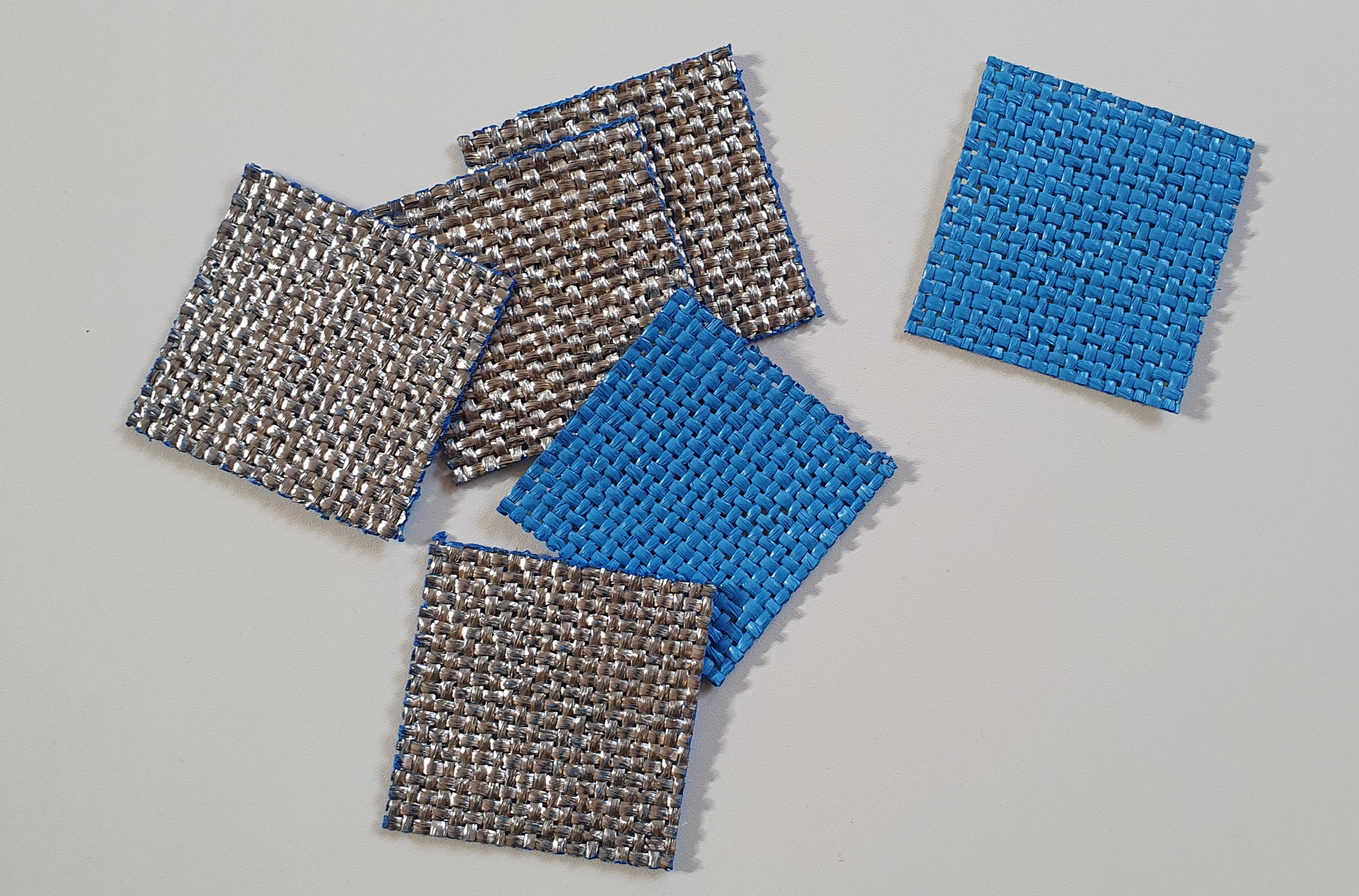
Stoffmuster vom Projekt „L’Arc de Triomphe, Wrapped“

Jeanne-Claude und Christo planten bereits 1962 eine Verhüllung des Arc de Triomphe in Paris.
Die schließlich für April 2020 geplante Realisierung musste aus Naturschutzgründen auf den Herbst verschoben werden, da im Frühjahr Falken am Arc de Triomphe nisten. Währenddessen starb Christo im Mai 2020. An der geplanten Umsetzung des Projektes wurde festgehalten, der Termin musste infolge der COVID-19-Pandemie in Frankreich nochmals auf den Herbst 2021 verschoben werden.
Der Triumphbogen wurde von Christos Neffen Wladimir Jawaschew mit 25.000 m² recyclebarem, silberblauem Stoff verhüllt, der in Deutschland wieder vom Unternehmen geo • die Luftwerker hergestellt wurde; die Rückseite war blau und schimmerte durch. Gehalten wurde der Überzug, wie vom Künstler geplant, von 3.000 m roten Seilen. Die Unterkonstruktion wurde von dem Ingenieurbüro Schlaich Bergermann Partner aus Stuttgart geplant und realisiert. Die Aktion dauerte vom 18. September bis zum 3. Oktober 2021. Aufbau, Aktion und Abbau wurden im Internet durchgehend live übertragen. An den Wochenenden wurde der Place Charles-de-Gaulle für den Verkehr gesperrt und den Besuchern der Installation überlassen.

## Nicht realisierte Projekte

### „Over the River“
Geplant war eine Überspannung des Arkansas River im US-Bundesstaat Colorado mit frei schwebenden silbrigen Gewebebahnen. An dem betroffenen Flussabschnitt zwischen Cañon City und Salida befinden sich viele Brücken, Felsen und Bäume, sodass von den insgesamt über 60 km lediglich ca. 11 km überspannt werden sollten. Die Stoffbahnen sollten an zwischen den Flussufern gespannten Seilen befestigt werden und mehrere Meter über der Wasseroberfläche hängen, sodass weiterhin auf dem Fluss hätte geraftet werden können. Das Projekt befand sich ab 1992 in Vorbereitung. Seine Gesamtkosten (Genehmigungsverfahren, Materialien, Arbeit etc.) wurden auf ca. 50 Millionen US-Dollar geschätzt, die vollständig von Christo getragen werden sollten.
Nach einem jahrelangen komplizierten Genehmigungsverfahren (Environmental Impact Statement) erhielt Christo im November 2011 vom Innenministerium der Vereinigten Staaten die Genehmigung zur Realisierung. Als die Gegner des Projekts die US-Regierung deswegen verklagten, gab Christo im Juli 2012 bekannt, das Projekt wegen des laufenden Verfahrens am Obersten Gerichtshof auf unbestimmte Zeit zu verschieben.
Am 25. Januar 2017 verkündete Christo, dass er nicht länger auf eine Entscheidung warten, sondern seine Energie, Zeit und Ressourcen in die Realisierung von The Mastaba stecken wolle. Seine Entscheidung galt als Protest gegen die Übernahme der US-Präsidentschaft durch Donald Trump kurz zuvor: „Hier ist die US-Bundesregierung unser Vermieter. Sie besitzt das Land. Ich kann kein Projekt machen, das diesem Vermieter zugutekommt“.

### „The Mastaba“

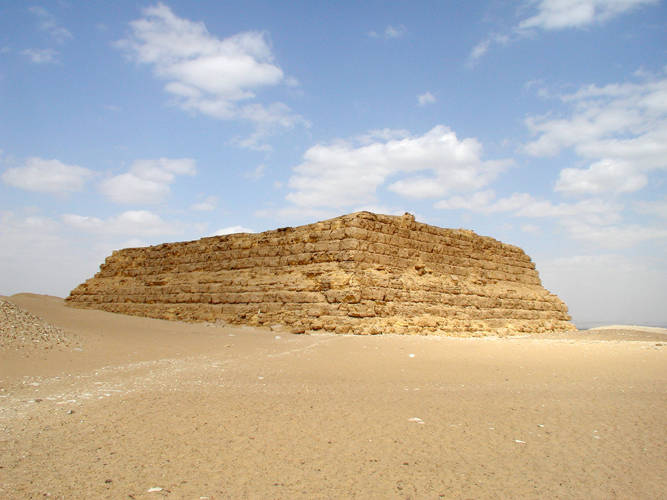
Mastabat al-Firʿaun in Ägypten

In der Wüste östlich der Liwa-Oase in Abu Dhabi sollte eine Skulptur aus 410.000 liegend gestapelten Ölfässern entstehen. Sie sollte eine ägyptische Mastaba darstellen und sollte 300 m breit, 225 m tief und 150 m hoch sein. Die Planungen liefen ab 1977, ruhten jedoch lange aufgrund der schwierigen politischen Lage. 2016 liefen wieder Verhandlungen über die Realisierung.
Da eine Skulptur aus dieser Zahl von Ölfässern nicht als massiver Körper stapelbar ist, sollten nur die Außenflächen aus den Fässern gebildet und auf ein Traggerüst montiert werden. Das umbaute Volumen hätte etwa 6.470.000 m³ betragen. Es wäre das erste Vorhaben von Christo und Jeanne-Claude gewesen, das nicht zeitlich begrenzt gewesen wäre und aufgrund seiner immensen Kosten von schätzungsweise einer halben Milliarde US-Dollar nicht wie üblich von den Künstlern selbst bezahlt hätte werden können.
Christo realisierte 2018 die kleinere London Mastaba im dortigen Hyde Park.

## Chronologie der wichtigsten Kunstwerke und -projekte
(Titel in deutscher Übersetzung)
- 1961: Gestapelte Ölfässer und Verhüllungen im Hafen, Kölner Hafen
- 1962: Der Eiserne Vorhang – Mauer aus Ölfässern, Rue Visconti, Paris, 1961–1962
- 1964: Ladenfronten
- 1968: 5.600-Cubicmeter-Package, 4. documenta, Kassel, 1967–1968
- 1968: Verhüllter Brunnen und Turm, Spoleto
- 1968: Verhüllte Kunsthalle Bern
- 1969: Verhüllte Küste, Little Bay, Australien (siehe oben)
- 1969: Amerika-Haus Heidelberg, Deutsch-Amerikanisches Institut Heidelberg, 15. Mai 1969
- 1969: Verhülltes Museum of Contemporary Art, Chicago
- 1970: Verhülltes Denkmal für Vittorio Emanuele, Piazza del Duomo, Mailand, 1969–1970
- 1970: Verhülltes Denkmal für Leonardo da Vinci, Piazza della Scala, Mailand, 1969–1970
- 1970: Wrapped Living Space das Futuro Haus von Charles Wilp auf dem Dach seines Hauses
- 1971:  projekt mon SCHAU in Monschau in der Eifel
- 1972: Talvorhang, Grand Hogback, Rifle, Colorado, 1970–1972 (siehe oben)
- 1972: Teilnahme an der documenta 5 in Kassel
- 1974: Meeresfront, Newport, Rhode Island
- 1974: Verhüllte römische Stadtmauer (Porta Pinciana), Rom, 1973–1974
- 1976: Laufender Zaun, Sonoma und Marin Counties, Kalifornien, 1972–1976 (siehe oben)
- 1977: Teilnahme an der documenta 6 in Kassel
- 1978: Verhüllte Parkwege, Loose Park, Kansas City, 1977–1978 (siehe oben)
- 1983: Umsäumte Inseln, Biscayne Bay, Greater Miami, Florida, 1980–1983 (siehe oben)
- 1985: Der verhüllte Pont Neuf, Paris, 1975–1985 (siehe oben)
- 1991: Die Schirme, Japan-USA, 1984–1991 (siehe oben)
- 1995: Wrapped floors and stairways and covered windows, Museum Würth, Künzelsau[41], 1995
- 1995: Verhüllter Reichstag, Berlin, 1971–1995
- 1998: Verhüllte Bäume, Fondation Beyeler und Berower Park, Riehen, 1997–1998
- 1999: Die Mauer, 13.000 Ölfässer, Gasometer Oberhausen, Oberhausen, 1999
- 2005: Die Tore, Central Park, New York City, 1979–2005 (siehe oben)
- 2013: Großes Luft Paket, Gasometer Oberhausen, Oberhausen, 2013
- 2016: The Floating Piers, Iseosee (Italien), 2016
- 2018: The Mastaba, London, 2018
- 2021: L’Arc de Triomphe, Wrapped, Paris, 2021 (postum)

## Kunsthistorische Einordnung

### Vorläufer
Bereits 1920 verhüllte und verschnürte der Surrealist, Maler, Fotograf und Objektkünstler Man Ray eine Nähmaschine und nannte das Kunstwerk Das Rätsel des Isidore Ducasse. Das verhüllte Objekt blieb im Werk Rays kein Einzelfall, er beschäftigte sich immer wieder mit dem Thema Verpackung, Verhüllung und Verborgenes. Auch Henry Moore stellte 1942 das Thema der Verhüllung in seiner Zeichnung Menschenmenge, die ein verschnürtes Objekt betrachtet dar.

### Ökologische Ästhetik
Die monumentalen Werke von Christo und Jeanne-Claude hinterlassen nur „Nachbilder“ in Form von Film, Fotografie, Skizzen und Collagen. Ihre Werke, so der Kunsthistoriker Werner Spies, haben ihren Speicherplatz allein in der Erinnerung. Es handle sich um eine ökologische Ästhetik, die dem Flüchtigen und Vergänglichen ihren Tribut zolle, indem sie einer bereits vollgestopften Welt nicht noch weitere Monumente hinzufügen will.

## Auszeichnungen
- 1987 erhielt Christo den Goslarer Kaiserring.[44]
- 2011 wurde das Künstlerpaar Christo gemeinsam zu einem Mitglied (NA) der National Academy in New York gewählt.[45]
- 2014 erhielt Christo den 49. Theodor-Heuss-Preis der Theodor-Heuss-Stiftung. In der Begründung heißt es: „Mit der subtilen Provokation am monumentalen Objekt bricht er Denk- und Sichtweisen auf und entspricht damit in herausragender Weise dem diesjährigen Jahresthema der Theodor-Heuss-Stiftung Kunst bricht auf.“[46]

### Zum Frühwerk
- Lawrence Alloway: Christo. Verlag Harry N. Abrams, New York 1971.
- David Bourdon: Christo. Verlag Harry N. Abrams, New York 1971.
- Thomas Kellein: Montage der Attraktionen: Christos Kölner Anfänge zu Großprojekten (= Werners Kunstgeschichte 1). Wernersche Verlagsgesellschaft, Worms 1986, ISBN 978-3-88462-501-9
- Matthias Koddenberg: Christo: The Paris Sculptures 1961. Kettler Verlag, Bönen 2011.
- Matthias Koddenberg: Christo and Jeanne-Claude: Early Works 1958–1964. Kettler Verlag, Bönen 2009.
- Matthias Koddenberg: Christo und Jeanne-Claude: Des Realismus neu enthülltes Antlitz. In: Nouveau Réalisme. Ausstellungskatalog Museum Moderner Kunst Stiftung Ludwig Wien, Wien 2005.
- Christo and Jeanne-Claude: Early Works 1958–1969. Taschen Verlag, Köln 2001.
- Ute Seiderer: „Wrapped Portraits“, „Wrapped Women“. Christos Frühwerk zwischen Verpackung und Verschleierung. In: Dies. u. Michael Fisch (Hrsg.): Haut und Hülle – Umschlag und Verpackung. Techniken des Umschließens und Verkleidens. Rotbuch Verlag, Berlin, 2014, S. 73–89.

### Leben und Werk von Christo und Jeanne-Claude
- Annely Juda Fine Art (Hrsg.): Christo and Jeanne-Claude: 40 Years – 12 Exhibitions. Ausstellungskatalog, London 2011.
- Jacob Baal-Teshuva: Christo und Jeanne-Claude. Taschen Verlag, Köln 2005.
- Paul Goldberger: Christo and Jeanne-Claude. Updated Edition. Taschen Verlag, Köln 2019, ISBN 978-3-8365-6699-5.
- Matthias Koddenberg und Jörg Schellmann: Christo and Jeanne-Claude: Prints and Objects 1963–2013. (Werkverzeichnis)[47]
- Matthias Koddenberg: Christo and Jeanne-Claude: In/Out Studio. Verlag Kettler, Dortmund 2015, ISBN 978-3-86206-344-4.
- NN: Christo und Jeanne Claude: Internationale Projekte – Sammlung Würth. Swiridoff Verlag, Künzelsau 2004.
- Burt Chernow: Christo und Jeanne-Claude: Eine Biografie. Verlag Kiepenheuer & Witsch, Köln 2000.

### Einzelne Projekte
- Jacob Baal-Teshuva: Christo und Jeanne-Claude. Der Reichstag und urbane Projekte. (Katalog zur Ausstellung, Suermondt-Ludwig-Museum Aachen, 1995) Prestel, München, ISBN 3-7913-1307-X.
- Christo & Jeanne-Claude, Wolfgang Volz, Jonathan William Henery: Christo and Jeanne-Claude. The Floating Piers, Vs. 1. Taschen Verlag, Köln 2016, ISBN 978-3-8365-4786-4
- NN: Christo: 5.600 Cubicmeter Package, Fotoband, Fotos Klaus Baum und Thomas Cugini, Verlag Wort und Bild, Baierbrunn 1968.
- NN: Christo und Jeanne-Claude: Swiss Projects 1968–1998. Ausstellungskatalog. CentrePasquArt, Biel 2004.
- NN: Christo and Jeanne-Claude: Wrapped Reichstag, Berlin, 1971–1995. Taschen Verlag, Köln 1995.
- Werner Spies: Christo und Jeanne Claude. Grenzverlegung der Utopie. Berlin University Press, Berlin 2010, ISBN 978-3-940432-94-0.
- Anne L. Strauss: Christo and Jeanne-Claude: The Gates, Central Park, New York City, 1979–2005. Taschen Verlag, Köln 2005.

## Filme
- 2005: On the way to over the River, über Christo und Jeanne-Claude, von Wolfram Hissen und Jörg Daniel Hissen.
- 2018: Christo: Walking on Water, über die The Floating Piers Installation auf dem Iseosee, von Andrej Paunow[48]
- 2021: Christo und Jeanne-Claude – Die Kunst des Verhüllens. Regie: Wolfram Hissen, Jörg Daniel Hissen. ZDF, Frankreich.